# Ferenc Zsigmond (istoric literar)
Ferenc Zsigmond (n. 6 martie 1883, Kunhegyes, Județul Jász-Nagykun-Szolnok, Ungaria – d. 20 iulie 1949, Kunhegyes, Județul Jász-Nagykun-Szolnok, Ungaria) a fost istoric literar maghiar, membru titular al Academiei Maghiare de Științe. Opera sa principală este formată dintr-o serie de monografii literare ale unor importanți scriitori maghiari precum Mór Jókai, Kálmán Mikszáth și Endre Ady.

## Cariera
A absolvit liceul la Mezőtúr. În 1902 s-a înscris la Universitatea Regală Maghiară „Franz Joseph” din Cluj, obținând aici licența în filologie maghiară și latină în 1905 și doctoratul în filologie în 1906. Începând din 1906 a predat la Liceul Reformat din Karcag, iar în 1922 a devenit profesor la Colegiul Reformat din Debrețin. În paralel cu activitatea didactică de la colegiu, a colaborat începând din 1923 ca profesor asociat de istoria literaturii maghiare la Universitatea Tisza István din Debrețin, iar din 1930 a fost profesor universitar extraordinar.
În 1934 a demisionat din posturile de profesor la colegiu și la universitate și s-a mutat în capitala Ungariei. În 1942 a refuzat invitația de a preda istoria literaturii maghiare la Universitatea din Debrețin și s-a întors în satul său natal,  Kunhegyes. S-a sinucis acolo în 1949.

## Activitatea profesională
În cercetările sale privind istoria literaturii maghiare a fost preocupat de cercetarea biografiilor scriitorilor, a operelor lor și a tehnicilor creative folosite. Teza sa de doctorat se referă la opera poetului József Lévay, care începuse să fie uitat în acea perioadă. Ulterior, a consacrat aproximativ un deceniu și jumătate activității didactice și cercetărilor de istorie literară. A dedicat studii separate lui Gereben Vas (1919), Géza Gárdonyi (1921), a elaborat primul studiu al vieții și operei lui Kálmán Mikszáth (1923, 1927), precum și un studiu dedicat receptării operei lui Endre Ady și a influenței sale literare (1928). A publicat monografii literare dedicate scriitorilor Mór Jókai (1924), Miklós Jósika (1927), Ferenc Herczeg (1928), András Dugonics (1936) și Mihály Vörösmarty (1940). El a elaborat o ediție critică a romanului romantic Abafi al lui Miklós Jósika.
Monografia Jókai, publicată în 1924 la Budapesta de editura Academiei Maghiare de Științe, este considerată de istoricul literar clujean György Kristóf drept prima biografie sistematică și detaliată a scriitorului maghiar Jókai care înglobează rezultatele cercetărilor științifice și este în același timp ușor de citit.
Ferenc Zsigmond a desfășurat cercetări aprofundate privind problemele teoretice ale traducerii (1939) și influența literaturii ruse asupra literaturii maghiare (1945).
Activitatea sa editorială și de elaborare de manuale a fost, de asemenea, semnificativă. Începând din 1926 a desfășurat o activitate de editare a seriei Magyar Iskolakönyvek Sorozata, publicată de editura Franklin. În 1932 a publicat un manual universitar intitulat A magyar nemzeti irodalom története („Istoria literaturii naționale maghiare”) și în 1940 a publicat un manual de literatură pentru clasele superioare ale școlilor generale intitulat Magyar irodalmi olvasókönyv („Lecturi literare maghiare”).

### Afilieri științifice
A fost ales membru corespondent al Academiei Maghiare de Științe în 1925 și membru titular în 1942. În anul 1944 a devenit membru al comitetului executiv al Societății Literare Protestante Maghiare.

## Lucrări principale
- Lévay József élete és költészete, Grill, Budapesta, 1906
- Jókai, Magyar Tudományos Akadémia, Budapesta, 1924
- Jókai Mór élete és művei, Bethlen ny., Budapesta, 1924, în seria Bethlen-könyvtár, nr. 8
- Az Ady-kérdés története idézetekben, Török, Mezőtúr, 1928
- Herczeg Ferenc, Csokonai Kör, Debrețin, 1928, în seria Csokonai Könyvtár, nr. 2
- A debreceni református kollégium története 1538 (?) – 1938, Tiszántúli Református Egyházkerület, Debrețin, 1937
- Orosz hatások irodalmunkban, Magyar Tudományos Akadémia, Budapesta, 1945, în seria Értekezések a nyelv- és széptudományok köréből